# Asfour
Asfour (arabisch عصفور) ist eine algerische Gemeinde in der Provinz El Tarf mit 10.682 Einwohnern. (Stand: 1998)

## Geographie
Asfour befindet sich westlich der tunesischen Grenze. Südöstlich der Gemeinde befindet sich außerdem der See Stausee Cheffia. Umgeben wird Asfour von Zerizer im Nordwesten, von Chefia im Südosten und von Besbes im Westen.